# Gołownoje (obwód kurgański)
Gołownoje (ros. Головное) – wieś (sieło) w Rosji, w obwodzie kurgańskim, w rejonie lebiażjewskim. W 2010 liczyła 338 mieszkańców.